# Robert Bele
Robert Bele (* 1990) ist ein österreichischer Hockeyspieler, -jugendtrainer und -manager.

## Karriere
2004 erreichte er den ersten Platz bei der U16-EM (B-Pool) in Wien. 2007 folgte ein erster Platz bei der U21-Hallen-EM (A-Pool) in Zagreb. In diesem Jahr debütierte er auch im A-Kader der österreichische Hockeynationalmannschaft. 2012 erreichte er mit seiner Mannschaft den 4. Platz in der Olympiaqualifikation in Kakamigahara.
Robert Bele spielt für die SV Arminen als Kapitän in der Position Angriff. Ab 2014 ist er auch Bundesjugendtrainer der U18.

## Sonstiges
Er lebt in Wien und hat sein Studium an der Wirtschaftsuniversität Wien Betriebswirtschaftslehre erfolgreich abgeschlossen.